# Gare de Neussargues
Gare de Neussargues vasútállomás Franciaországban, Neussargues-Moissac településen.

## Vasútvonalak
Az állomást az alábbi vasútvonalak érintik:
- Béziers-Neussargues-vasútvonal
- Figeac–Arvant-vasútvonal

## Kapcsolódó állomások
A vasútállomáshoz az alábbi állomások vannak a legközelebb:
- Gare de Massiac
- Gare de Saint-Flour - Chaudes-Aigues
- Gare de Clermont-Ferrand
- Gare de Murat